# Sun Ray

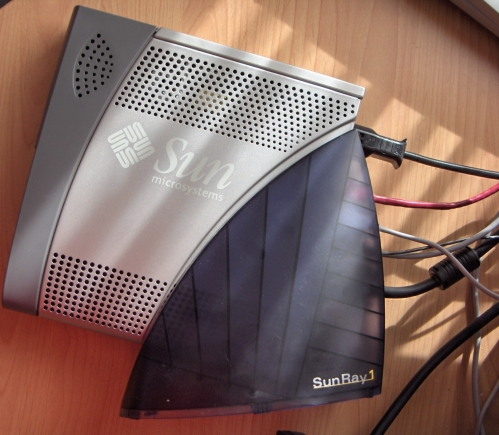
Sun Ray 1本体

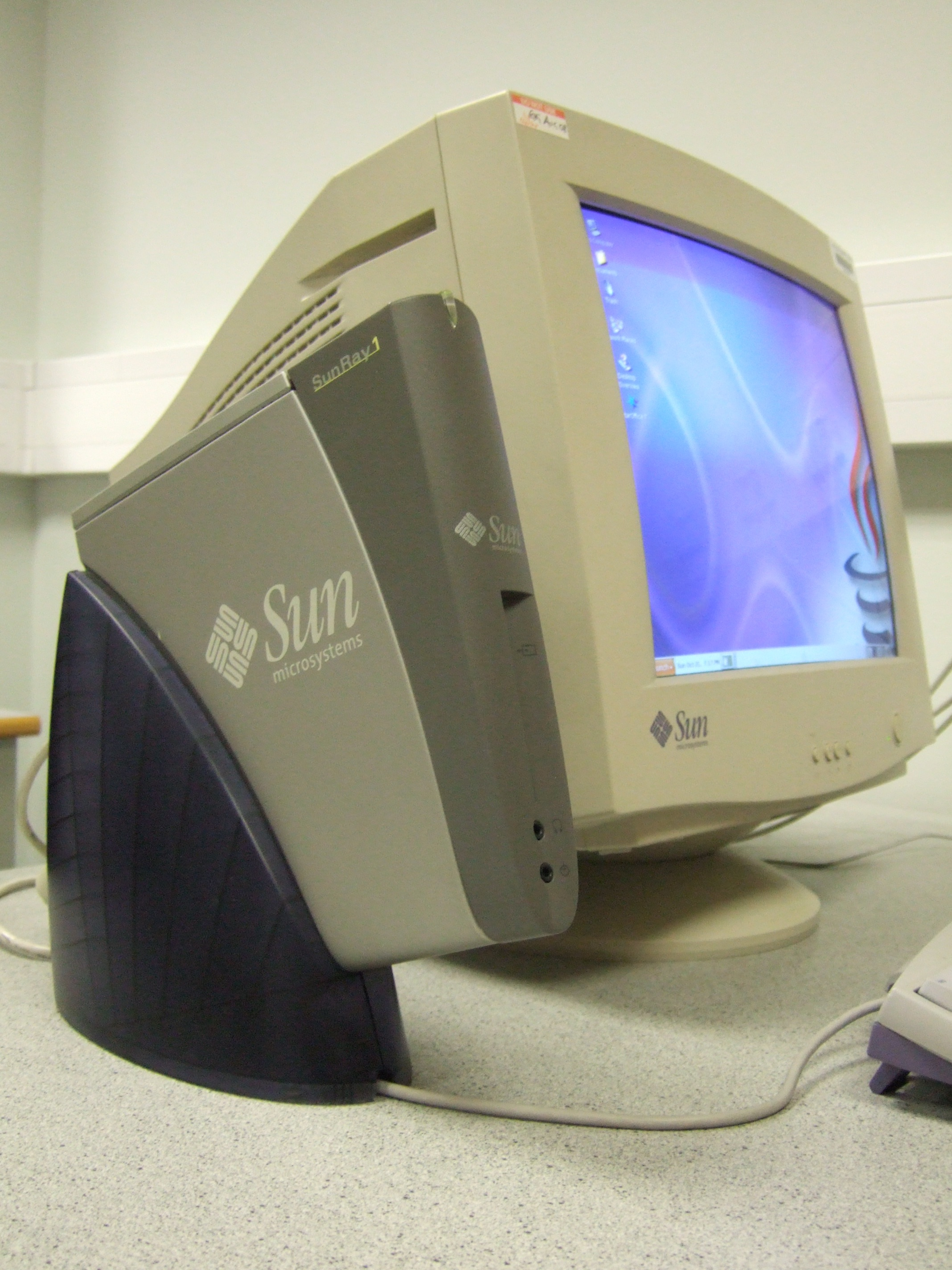
Sun Ray 1が起動しているところ。接続先はJava Desktop Systemが表示されている

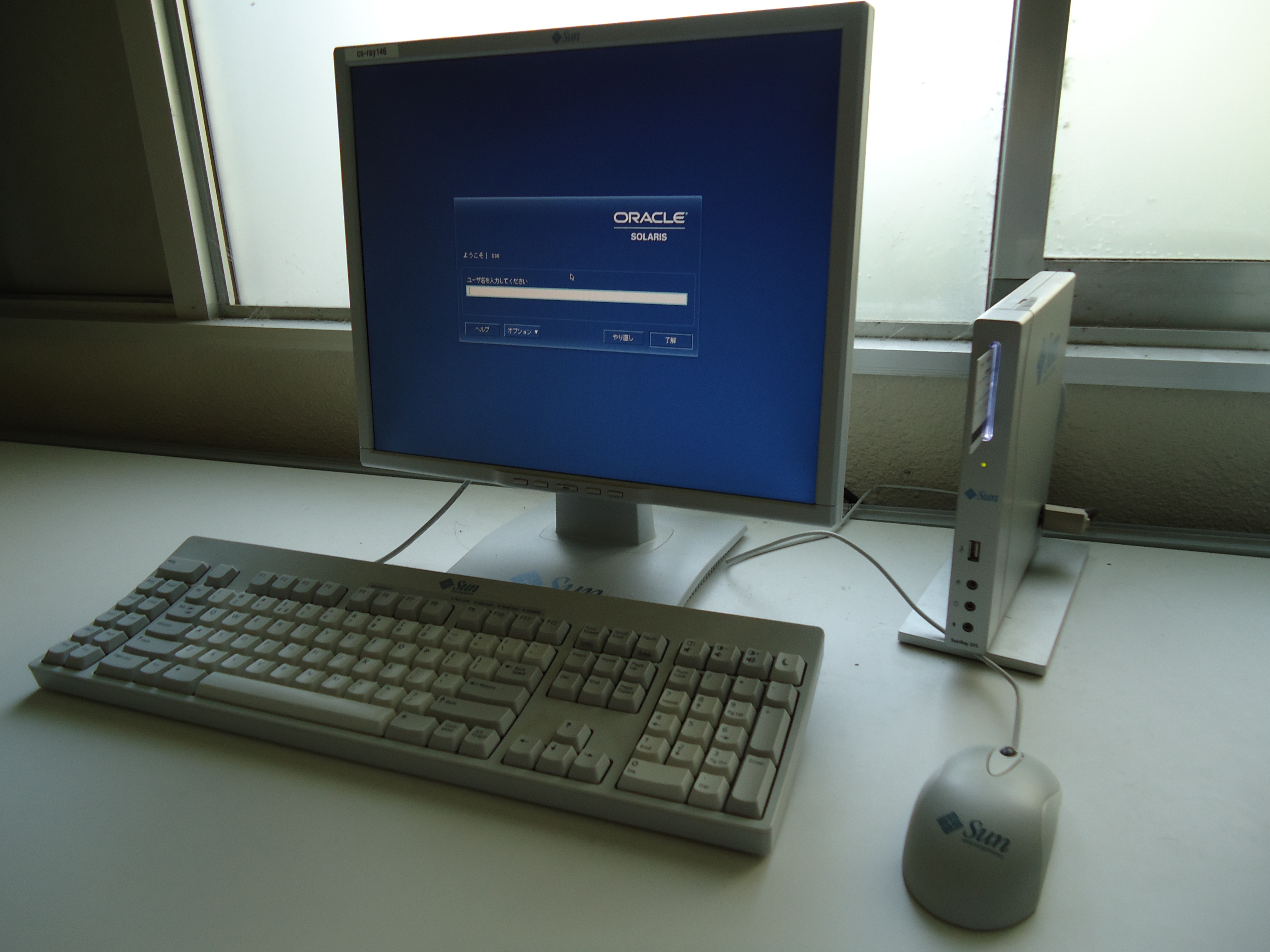
Sun Ray 2FS

Sun Ray（サン・レイ）とは、かつてサン・マイクロシステムズが開発したシンクライアントシステムのシリーズ。
1999年に発表され、オラクルによるサン・マイクロの買収後も取り扱いを継続していたが、2014年に販売を終了している。

## 概要
シンクライアントとしてはサーバベース方式に属する。現在のラインナップは以下の通り。

### ハードウェア
- Sun Ray 2 - 基本製品。任天堂のWiiより小さい。通常消費電力は4W。
- Sun Ray 2FS - 2のデュアルディスプレイ仕様。
- Sun Ray 270 - ディスプレイ一体型。
- Sun Ray 170 - 270の先代製品。
- Sun Ray 2N - ノート型。
- Sun Ray 3
- Sun Ray 3 Plus
- Sun Ray 3i - 21.5インチのディスプレイ一体型。

このほか、アメリカでは別業者がサンからのOEM製品を販売している（英語版を参照）。

### ソフトウェア
- Sun Ray Software - サーバ管理ソフト。Windows系とのリモート接続（ターミナル サービス）もサポートしている。
- Sun Secure Global Desktop Software - 関連製品。元タランテラ製品のそれを改良したもの。Windowsや主だったUnix系OSにJavaをサポートしたウェブブラウザを介してリモート接続ができる。

### その他
- Sun Ray Softwareはサポートがいらないのであれば無償で入手可能であるので、Sun Rayクライアントと昨今の捨て値売りサーバを用いれば、7万円程度からシステムが組める。ただし90日以上の継続使用にはシートライセンスが必要である（約1万5000円/接続）。
- 2007年10月にはFeliCa PKI認証にも対応（ソニー経由のソリューションになる）。これにより、オプショナルではあるがWindows認証にも対応した。